# Velocidade da luz variável
A teoria da velocidade da luz variável (VSL do inglês variable speed of light) afirma que, por alguma razão, a velocidade da luz no vácuo, representada por c, pode não ser constante. Na maior parte das situações da física da matéria condensada quando a luz atravessa um meio, tem realmente velocidade inferior. Alguns cálculos na teoria quântica de campos afirmam que fotões virtuais também podem viajar a diferentes velocidades numa pequena distância; no entanto, nada disto implica que alguma coisa possa viajar mais rápido que a luz. É normal pensar que nenhum significado pode ser retirado a partir de uma quantidade dimensional, como a velocidade da luz a variar no tempo (em oposição a uma grandeza adimensional como a constante de estrutura fina), no entanto, em algumas teorias especulativas e controversas da cosmologia, a velocidade da luz também varia mudando os postulados da relatividade restrita.

## História

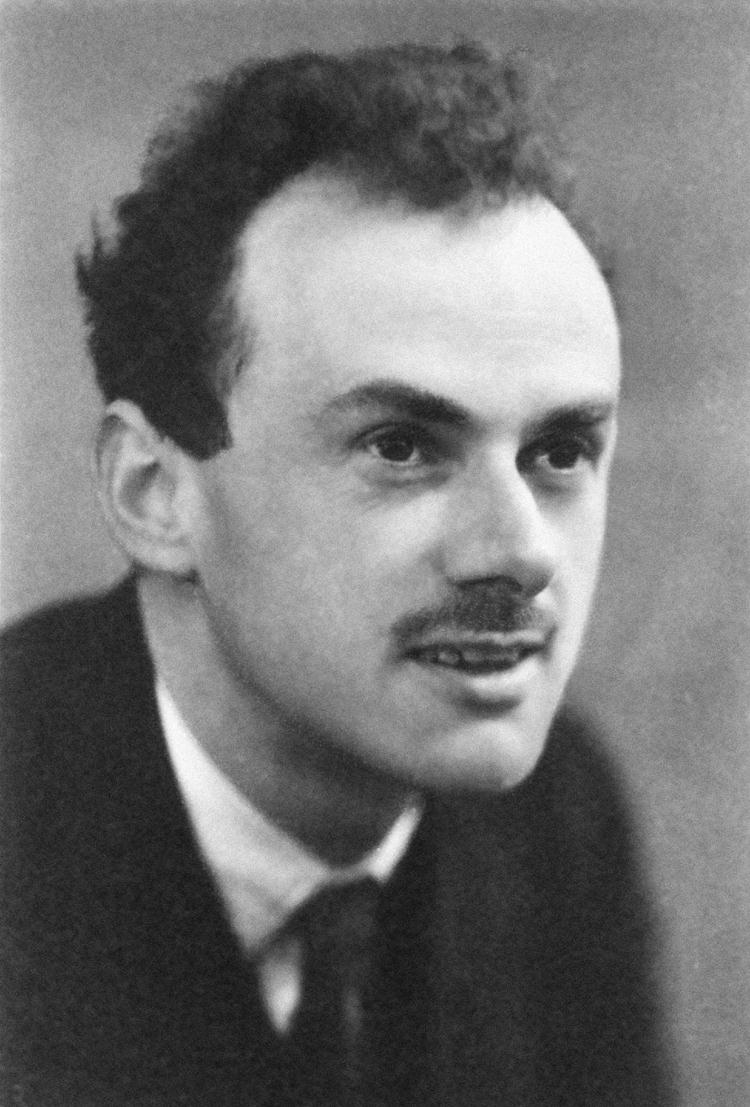
Paul Dirac em 1933

Em 1937, Paul Dirac e outros começaram a investigar as consequências de constantes naturais variarem com o tempo. Por exemplo, Dirac propôs  uma mudança de apenas 5 partes em 1011 por ano da constante gravitacional universal de Newton, G para explicar a relativa fraqueza da força da gravidade quando comparada com outras forças fundamentais. No entanto, Richard Feynman mostrou nos seus famosos livros Lectures on Physics que a constante gravitacional provavelmente não podia ter mudado tanto nos últimos 4 mil milhões de anos, baseado em observações geológicas e do sistema solar (contudo é necessário assumir que a constante não mudaria outras constantes).
Não é claro o que realmente significa uma mudança de uma grandeza dimensional, devido ao facto de qualquer quantidade deste tipo poder mudar com a escolha das unidades. John Barrow escreveu:
Uma importante lição que aprendemos com a forma como os números puros como α constante de estrutura fina definem o mundo é o que realmente significa para os mundos serem diferentes. O número puro a que chamamos constante de estrutura fina representada por α é uma combinação da carga do electrão, e, da velocidade da luz, c, e da constante de Planck, h. A princípio podemos ser levados a pensar que um mundo onde a velocidade da luz fosse mais lenta seria um mundo diferente. Isto seria um erro. Se c, h, e e mudassem de modo que os valores que teriam em unidades métricas (ou quaisquer outras) fossem diferentes quando os procurássemos nas nossas tabelas de constantes físicas, mas o valor de α permanecesse o mesmo, este novo mundo seria indistinguível do nosso observacionalmente. A única coisa que conta na definição dos mundos são os valores de constantes adimensionais da natureza. Se todas as massas passassem ao dobro (incluindo a massa de Planck mP) ninguém se daria conta porque todos os números puros definidos por razões de dois quaisquer pares de massa  manteriam-se inalterados.
Qualquer equação de uma lei da física pode ser expressa de maneira a que todas as quantidades dimensionais sejam normalizadas resultando que apenas permaneçam quantidades adimensionais. De facto, os físicos muitas vezes "escolhem" as unidades de modo a que as constantes físicas c. G, h/(2π) e 4πε0 tomem o valor um, resultando que toda a quantidade física é normalizada contra a sua correspondente unidade de Planck. Assim, muitos físicos pensam que especificar a evolução de uma quantidade dimensional na melhor das hipóteses não tem sentido e que na pior das hipóteses é inconsistente. Quando as unidades de Planck são usadas e as equações das leis da física são expressas de forma adimensional, nenhuma das constantes dimensionais como c, G ou h se mantém, apenas quantidades adimensionais. Limpas da sua dependência de unidades antropométricas, simplesmente a velocidade da luz, a constante de gravitação ou a constante de Planck desaparecem das expressões matemáticas da realidade física e assim não podem ser alvo de variações hipotéticas. Por exemplo, no caso da constante de gravitação, G, as constantes adimensionais relevantes que se assumiu que variavam tornaram-se no final em razões entre a massa de Planck e as massas de partículas elementares. Algumas quantidades adimensionais chave (que se pensava serem constantes) dependem da velocidade da luz, notavelmente a constante de estrutura fina teria uma variação significativa e a sua possível variação continua a ser estudada.
Falando especificamente da VSL, se a definição de metro do sistema SI  fosse revertida à sua definição pré-1960 como o comprimento de uma barra protótipo (tornando possível que a medição de c variasse), então uma mudança concebível de c (o recíproco do tempo que a luz levaria a percorrer este comprimento protótipo) podia ser interpretado a nível mais fundamental como uma mudança na razão adimensional entre o protótipo de metro e o comprimento de Planck ou na razão entre o segundo SI e o tempo de Planck ou uma mudança em ambos. Se o número de átomos que constituem o protótipo do metro permanecer inalterado (como devia num protótipo estável), então a mudança perceptível no valor de c podia ser a consequência de uma mudança mais fundamental na razão adimensional do comprimento de Planck com o tamanho dos átomos ou com o raio de Bohr, ou, em alternativa, uma mudança na razão do tempo de Planck com o período de uma radiação particular de um núcleo de césio-133 ou ambas.
Um grupo, que estudava quasares distantes, diz ter detectado uma variação na constante de estrutura fina ao nível de uma parte em 105. Outros autores contestam estes resultados.  Outros grupos que estudam quasares alegam que nenhuma variação é detectável com sensibilidades muito mais elevadas. Mais análises, com restrições ainda maiores, baseadas no estudo de certas quantidades isótopicas no reactor de fissão nuclear natural de Oklo parecem indicar que não existe uma variação.
Paul Davies e os seus colaboradores sugeriram que é em princípio impossível discernir qual das constantes dimensionais (carga elementar, constante de Planck e velocidade da luz) que compõem a constante de estrutura fina é responsável pela sua variação. Isto foi, no entanto, disputado  por outros e não é geralmente aceite.

## Física da matéria condensada
Os fotões movem-se a velocidades inferiores a c, a não ser que estejam a viajar no vácuo. Esta propriedade conduz-nos a vários efeitos importantes, como a dispersão (ver também índice de refracção). A diminuição da velocidade na matéria condensada, como os gases, os líquidos e os sólidos, pode ser considerável. A velocidade de grupo da luz pode ser reduzida a velocidades arbitrárias, mas apenas para um sinal (banda curta) arbitrariamente lento (ver "luz lenta").
Em certas circunstâncias altamente improváveis, também é possível preparar experiências nas quais a velocidade de fase ou de grupo da luz seja maior que c. Como estas velocidades são construções matemáticas, estas observações de velocidades da luz maiores que c não indicam nenhuma contradição com a causalidade ou com a relatividade restrita, uma vez que nenhuma informação ou energia viaja mais rápido que c.

## Física clássica
Acredita-se que o fotão, a partícula da luz que medeia força electromagnética, não possui massa. A chamada acção de Proca descreve a teoria de um fotão massivo. Classicamente, é possível ter um fotão que tenha uma massa extremamente pequena, como o neutrino. Estes fotões iriam propagar-se a uma velocidade inferior à da luz definida pela relatividade restrita e teriam três direcções de polarização. No entanto, na teoria quântica do campo, a massa do fotão não é consistente com a teoria de gauge ou com a renormalização e portanto é normalmente ignorada. Apesar disso, a teoria quântica do fotão massivo pode ser considerada na abordagem Wilsoniana da teoria campo efectivo à teoria quântica do campo, onde, dependendo se a massa do fotão é gerada por um mecanismo de Higgs ou é inserida numa maneira ad hoc nos Lagrangeanos de Proca, os limites implícitos em várias observações/experiências pode ser diferente.

## Teoria quântica
Na teoria quântica do campo o princípio da incerteza de Heisenberg indicam que os fotões podem viajar a qualquer velocidade por pequenos períodos de tempo. Estes fotões podem ter qualquer velocidade incluindo velocidades muito superiores à da luz. Citando Richard Feynman "... também existe uma amplitude para a luz ser mais rápida (ou lenta) que a velocidade da luz convencional. Descobriu na última palestra que a luz não viaja apenas em linhas rectas; agora, descobre que não viaja apenas à velocidade da luz! Pode surpreende-lo que exista uma amplitude para o fotão viajar a velocidades superiores ou inferiores à velocidade da luz convencional, c." Apesar disso, estes fotões virtuais não violam a causalidade ou a relatividade restrita uma vez que estes não são directamente observáveis e informação não pode ser transmitida na teoria. Os diagramas de Feynman e os fotões virtuais são interpretados não como uma imagem física do que está realmente a acontecer, mas apenas como uma ferramente de cálculo (o qual, em alguns casos, envolve vectores de velocidade mais rápida que a luz).

## Cosmologia

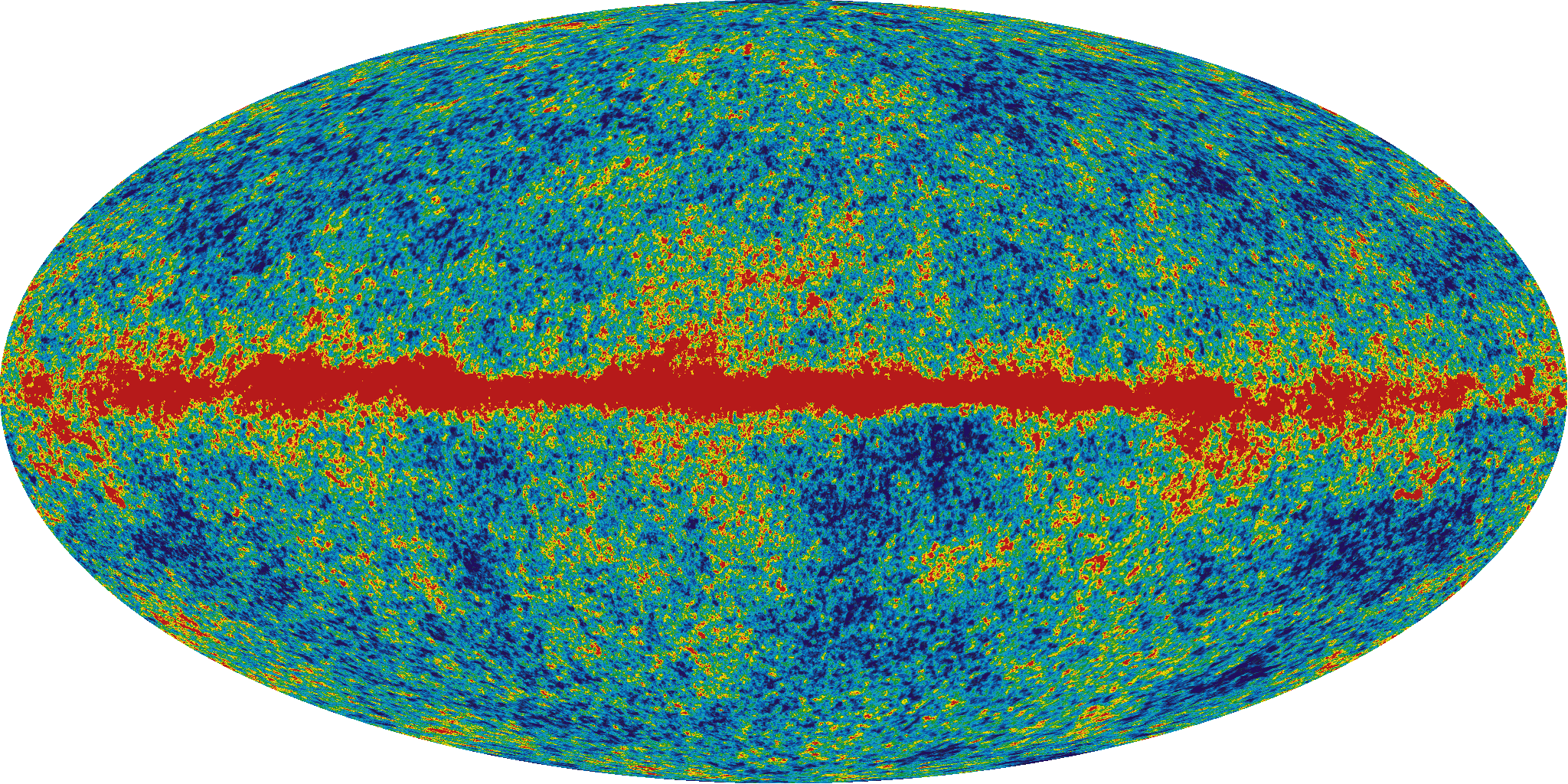
Mapa da radiação cósmica de fundo em micro-ondas na faixa de 94 GHz.

Uma cosmologia da velocidade da luz variável foi proposta independentemente por John Moffat e a equipa Andreas Albrecht e João Magueijo para explicar o problema do horizonte da cosmologia.

 A ideia é que a luz se propagava pelo menos sessenta vezes mais rápido num passado distante, e assim regiões distantes do universo em expansão teriam tido tempo de interagir desdo o início do universo. Assim, foi proposta com uma alternativa para a inflação cósmica, apesar de ser menos claro como reproduz os outros sucessos da cosmologia inflacionária como os problemas dos monopolos e do universo plano e como reproduz a homogeneidade e isotropia observadas no universo, e a invariância de escala do espectro de petrubações iniciais..
Não existe uma maneira conhecida de resolver o problema do horizonte com a variação da constante de estrutura fina, porque a sua variação não muda a estructura causal do espaço-tempo. Para fazer isto é necessário modificar a gravidade variando a constante de Newton ou redefinindo a relatividade restrita. Cosmologias VSL propõem contornar isto variando a quantidade dimensional c desfazendo a invariância de Lorentz das teorias da relatividade restrita e geral de Einstein de uma forma específica. No entanto, foi realçado por George Ellis e Uzan que a cosmologia VSL é uma modificação ad hoc de várias equações da física sem um princípio subjacente consistente, como uma formação lagrangiana de onde as equações do movimento possam ser derivadas. Foi sugerido que uma modificação na acção de Maxwell-Einstein pode levar a luz a propagar-se a velocidades superiores à velocidade da luz definida pela métrica, mas isto causa necessariamente problemas com a causalidade e com a mecânica quântica.